# Sabana Grande de Boyá
Sabana Grande de Boyá è un comune della Repubblica Dominicana di 32.686 abitanti, situato nella Provincia di Monte Plata. Comprende, oltre al capoluogo, due distretti municipali: Gonzalo e Majagual.